# ركان الأطرش
ركان الأطرش وعُرف بأبو عدنان هو شيخ درزي يُعتبر من أرفع المرجعيات الدينية لدى طائفة الموحدين الدروز في سوريا ولبنان وفلسطبن ولد سنة 1940 وتوفي عن عمرٍ يٌنهاز 79 عام في السويداء في الثاني عشر من نوفمبر من العام2019؛ وقد كان للأطرش المُنحدر من عائلة قائد الثورة السورية الكُبرى سلطان باشا الأطرش مواقف عدّة أثناء الحرب الأهلية السورية ساهمت في إبقاء شباب الطائفة الدرزية على الحياد دون اشتراكهم في الحرب.

## سيرته
ينحدر الأطرش من قرية عرمان في جنوب السويداء وهو يتبع لعائلة الأطرش وهي إحدى العائلات ذائعة السيط عند الموحدين الدروز، منها خرج القائد العام للثورة السورية الكبرى سلطان باشا الأطرش الذي كانت تربطه صلّة قرابة بالشيخ؛ إضافة للموسيقار فريد الأطرش والفنانة أسمهان. الجزء الأكبر من حياة الأطرش كانت حياة تعبدٍ وزهد فقد انصرف منذ شبابه للعبادة وفضل العيش في منطقة ظهر الجبل الزراعية ليُنشئ خلوةً هناك أصبحت لاحقاً مقصداً للمشايخ في محافظة السويداء.

### موقفه من الحرب في سوريا
مع بداية الحرب في سوريا دعم الشيخ الأطرش شبان الطائفة الدرزية في عدم الالتحاق بالجيش السوري وبنفس الوقت فقد أعلن ضرورة عدم المساس بمؤسسات الدولة السورية وعدم معاداة الجيش السوري ومنذ تأسيس حركة رجال الكرامة كان الأطرش المرجع الروحي لها، كما أنّه ساهم بشكل كبير في تهدئة الأوضاع بعد التفجيرات التي أودت بحياة مؤسس الحركة الشيخ وحيد البلعوس.

## وفاته
توفي الشيخ ركان الأطرش في 12 نوفمبر 2019 عن عمرٍ قارب الثمانين واقيم موقف جنازته في مدينة السويداء بحضور عشرات الآلاف، وقد أتى للتعزية به وفودٌ كبيرة من الأردن ولبنان كان أبرزها الوفد من قِبل حكومة تصريف الأعمال اللبنانية على رأسه صالح غريب إضافة لوفد مٌمثلٍ عن مشيخة عقل الطائفة في لبنان ورئيس الحزب الديمقراطي اللبناني النائب طلال أرسلان. كما ونعته الهيئة الدينية للطائفة الدرزية في فلسطين.
وأقيمت مواقف تأبينة في كل من الجولان السوري في مجدل شمس؛ إضافة لموقف تأبيني في فلسطين في مقام أبو عبد لله في عسفيا